# UEFA Women's Cup 2005-2006
La UEFA Women's Cup 2005-2006 è stata la quinta edizione del torneo europeo femminile di calcio per club UEFA Women's Cup, destinato alle formazioni vincitrici dei massimi campionati nazionali d'Europa. Il torneo è stato vinto dal 1. FFC Francoforte per la seconda volta nella doppia finale tutta tedesca contro il Turbine Potsdam.

## Formato
Partecipano al torneo 2005-2006 un totale di 43 squadre provenienti da 42 diverse federazioni affiliate alla UEFA. Il Turbine Potsdam ha partecipato come squadra campione in carica, quindi la Germania ha partecipato con due squadre, essendo il 1. FFC Francoforte qualificato come campione della Frauen-Bundesliga 2004-2005.
Il torneo si compone di tre fasi: due fasi a gironi e la fase finale ad eliminazione diretta. Accedono direttamente alla seconda fase a gironi la squadra campione in carica e le squadre appartenenti alle prime sei federazioni secondo il ranking UEFA. Alla prima fase a gironi accedono le squadre appartenenti alle restanti trentasei federazioni secondo il ranking UEFA. Le squadre vincenti i nove gironi della prima fase accedono alla seconda fase a gironi, dove le 16 squadre sono state raggruppate in 4 gironi da 4 squadre ciascuno. In ogni girone (sia della prima sia della seconda fase) le squadre giocano una contro l'altra in un mini-torneo all'italiana, ospitato da una delle quattro squadre. Accedono alla fase ad eliminazione diretta le prime due classificate di ciascuno dei quattro gironi della seconda fase. Nei quarti di finale le squadre prima classificate affrontano le squadre seconde classificate nei gironi. I quarti di finale, le semifinali e la finale si giocano con partite di andata e ritorno.
| Turno                 | Andata                      | Ritorno                     |
| --------------------- | --------------------------- | --------------------------- |
| Prima fase a gironi   | dal 9 al 13 agosto 2005     | dal 9 al 13 agosto 2005     |
| Seconda fase a gironi | dal 13 al 17 settembre 2005 | dal 13 al 17 settembre 2005 |
| Quarti                | 8-11 ottobre 2005           | 15-19 ottobre 2005          |
| Semifinali            | 20 aprile 2006              | 26-27 aprile 2006           |
| Finale                | 20 maggio 2006              | 27 maggio 2006              |

## Squadre partecipanti
| Seconda fase a gironi    | Seconda fase a gironi   | Seconda fase a gironi  | Seconda fase a gironi      |
| ------------------------ | ----------------------- | ---------------------- | -------------------------- |
| Turbine Potsdam (DT)(CN) | 1. FFC Francoforte (2ª) | Djurgården/Älvsjö (CN) | Arsenal                    |
| Brøndby                  | Mašinac                 | Gömrükçü Baku          |                            |
| Prima fase a gironi      |                         |                        |                            |
| Bardolino Verona (CN)    | Røa (CN)                | Montpellier (CN)       | Lada Tol'jatti             |
| Valur                    | Athletic Bilbao         | Sparta Praga           | Saestum                    |
| Universitet Vitebsk      | AZS Breslavia           | MTK Budapest           | FC United                  |
| AE Aegina                | LUwin.ch                | Glasgow City           | 1º Dezembro                |
| KÍ Klaksvík              | FC Codru Anenii Noi     | Clujana                | University College Dublino |
| Glentoran Belfast Utd    | Arsenal Charkiv         | Neulengbach            | Rapide Wezemaal            |
| Maccabi Holon            | ŽNK Maksimir            | Cardiff City Ladies    | Pärnu Jalgpalliklubi       |
| Krka                     | AEK Kokkinochorion      | PVFA                   | ŽFK Skiponjat              |
| SFK 2000                 | Alma-KTZh               | NSA Sofia              | Gintra Universitetas       |

## Prima fase a gironi
Le partite dei singoli gironi della prima fase sono state ospitate da una delle quattro squadre, indicata in corsivo.

### Girone 1
| Pos. | Squadra               | Pt | G | V | N | P | GF | GS | DR  |
| ---- | --------------------- | -- | - | - | - | - | -- | -- | --- |
| 1.   | Montpellier           | 9  | 3 | 3 | 0 | 0 | 11 | 0  | +11 |
| 2.   | 1º Dezembro           | 6  | 3 | 2 | 0 | 1 | 10 | 1  | +9  |
| 3.   | Cardiff City Ladies   | 3  | 3 | 1 | 0 | 2 | 3  | 5  | -2  |
| 4.   | Glentoran Belfast Utd | 0  | 3 | 0 | 0 | 3 | 0  | 18 | -18 |

| 9 agosto 2005  | Montpellier         | 8 - 0 | Glentoran           | Sintra |
| 9 agosto 2005  | 1º Dezembro         | 3 - 0 | Cardiff City Ladies | Sintra |
| 11 agosto 2005 | Montpellier         | 2 - 0 | Cardiff City Ladies | Sintra |
| 11 agosto 2005 | Glentoran           | 0 - 7 | 1º Dezembro         | Sintra |
| 13 agosto 2005 | 1º Dezembro         | 0 - 1 | Montpellier         | Sintra |
| 13 agosto 2005 | Cardiff City Ladies | 3 - 0 | Glentoran           | Sintra |

### Girone 2
| Pos. | Squadra                    | Pt | G | V | N | P | GF | GS | DR |
| ---- | -------------------------- | -- | - | - | - | - | -- | -- | -- |
| 1.   | Neulengbach                | 7  | 3 | 2 | 1 | 0 | 10 | 2  | +8 |
| 2.   | Bardolino Verona           | 7  | 3 | 2 | 1 | 0 | 5  | 0  | +5 |
| 3.   | University College Dublino | 3  | 3 | 1 | 0 | 2 | 3  | 7  | -4 |
| 4.   | ŽNK Maksimir               | 0  | 3 | 0 | 0 | 3 | 1  | 10 | -9 |

| 9 agosto 2005  | Neulengbach                | 5 - 1 | University College Dublino | Zagabria |
| 9 agosto 2005  | Bardolino                  | 3 - 0 | ŽNK Maksimir               | Zagabria |
| 11 agosto 2005 | Neulengbach                | 5 - 1 | ŽNK Maksimir               | Zagabria |
| 11 agosto 2005 | University College Dublino | 0 - 2 | Bardolino                  | Zagabria |
| 13 agosto 2005 | Bardolino                  | 0 - 0 | Neulengbach                | Zagabria |
| 13 agosto 2005 | ŽNK Maksimir               | 0 - 2 | University College Dublino | Zagabria |

### Girone 3
| Pos. | Squadra         | Pt | G | V | N | P | GF | GS | DR  |
| ---- | --------------- | -- | - | - | - | - | -- | -- | --- |
| 1.   | Saestum         | 7  | 3 | 2 | 1 | 0 | 10 | 2  | +8  |
| 2.   | Athletic Club   | 7  | 3 | 2 | 1 | 0 | 10 | 3  | +7  |
| 3.   | Rapide Wezemaal | 3  | 3 | 1 | 0 | 2 | 6  | 6  | 0   |
| 4.   | Glasgow City    | 0  | 3 | 0 | 0 | 3 | 3  | 18 | -15 |

| 9 agosto 2005  | Athletic Club   | 6 - 2 | Glasgow City    | Zeist |
| 9 agosto 2005  | Saestum         | 2 - 1 | Rapide Wezemaal | Zeist |
| 11 agosto 2005 | Athletic Club   | 3 - 0 | Rapide Wezemaal | Zeist |
| 11 agosto 2005 | Glasgow City    | 0 - 7 | Saestum         | Zeist |
| 13 agosto 2005 | Saestum         | 1 - 1 | Athletic Club   | Zeist |
| 13 agosto 2005 | Rapide Wezemaal | 5 - 1 | Glasgow City    | Zeist |

### Girone 4
| Pos. | Squadra              | Pt | G | V | N | P | GF | GS | DR  |
| ---- | -------------------- | -- | - | - | - | - | -- | -- | --- |
| 1.   | Valur                | 9  | 3 | 3 | 0 | 0 | 14 | 3  | +11 |
| 2.   | Røa                  | 6  | 3 | 2 | 0 | 1 | 13 | 7  | +6  |
| 3.   | FC United            | 3  | 3 | 1 | 0 | 2 | 5  | 5  | 0   |
| 4.   | Pärnu Jalgpalliklubi | 0  | 3 | 0 | 0 | 3 | 2  | 19 | -17 |

| 9 agosto 2005  | Røa                  | 1 - 4 | Valur                | Jakobstad |
| 9 agosto 2005  | FC United            | 2 - 0 | Pärnu Jalgpalliklubi | Jakobstad |
| 11 agosto 2005 | Røa                  | 9 - 1 | Pärnu Jalgpalliklubi | Jakobstad |
| 11 agosto 2005 | Valur                | 2 - 1 | FC United            | Jakobstad |
| 13 agosto 2005 | FC United            | 2 - 3 | Røa                  | Jakobstad |
| 13 agosto 2005 | Pärnu Jalgpalliklubi | 1 - 8 | Valur                | Jakobstad |

### Girone 5
| Pos. | Squadra             | Pt | G | V | N | P | GF | GS | DR  |
| ---- | ------------------- | -- | - | - | - | - | -- | -- | --- |
| 1.   | LUwin.ch            | 9  | 3 | 3 | 0 | 0 | 16 | 1  | +15 |
| 2.   | FC Codru Anenii Noi | 6  | 3 | 2 | 0 | 1 | 8  | 6  | +2  |
| 3.   | KÍ Klaksvík         | 1  | 3 | 0 | 1 | 2 | 3  | 10 | -7  |
| 4.   | ŽFK Skiponjat       | 1  | 3 | 0 | 1 | 2 | 2  | 12 | -10 |

| 9 agosto 2005  | LUwin.ch            | 5 - 1 | KÍ Klaksvík         | Struga |
| 9 agosto 2005  | FC Codru Anenii Noi | 4 - 1 | ŽFK Skiponjat       | Struga |
| 11 agosto 2005 | LUwin.ch            | 7 - 0 | ŽFK Skiponjat       | Struga |
| 11 agosto 2005 | KÍ Klaksvík         | 1 - 4 | FC Codru Anenii Noi | Struga |
| 13 agosto 2005 | FC Codru Anenii Noi | 0 - 4 | LUwin.ch            | Struga |
| 13 agosto 2005 | ŽFK Skiponjat       | 1 - 1 | KÍ Klaksvík         | Struga |

### Girone 6
| Pos. | Squadra              | Pt | G | V | N | P | GF | GS | DR  |
| ---- | -------------------- | -- | - | - | - | - | -- | -- | --- |
| 1.   | Sparta Praga         | 7  | 3 | 2 | 1 | 0 | 12 | 1  | +11 |
| 2.   | Universitet Vitebsk  | 4  | 3 | 1 | 1 | 1 | 4  | 5  | -1  |
| 3.   | Clujana              | 3  | 3 | 0 | 3 | 0 | 5  | 5  | 0   |
| 4.   | Gintra Universitetas | 0  | 3 | 0 | 1 | 2 | 2  | 12 | -10 |

| 9 agosto 2005  | Sparta Praga         | 1 - 1 | Clujana              | Praga |
| 9 agosto 2005  | Universitet Vitebsk  | 2 - 0 | Gintra Universitetas | Praga |
| 11 agosto 2005 | Sparta Praga         | 8 - 0 | Gintra Universitetas | Praga |
| 11 agosto 2005 | Clujana              | 2 - 2 | Universitet Vitebsk  | Praga |
| 13 agosto 2005 | Universitet Vitebsk  | 0 - 3 | Sparta Praga         | Praga |
| 13 agosto 2005 | Gintra Universitetas | 2 - 2 | Clujana              | Praga |

### Girone 7
| Pos. | Squadra            | Pt | G | V | N | P | GF | GS | DR  |
| ---- | ------------------ | -- | - | - | - | - | -- | -- | --- |
| 1.   | Breslavia          | 9  | 3 | 3 | 0 | 0 | 17 | 0  | +17 |
| 2.   | Arsenal Charkiv    | 6  | 3 | 2 | 0 | 1 | 28 | 6  | +22 |
| 3.   | Maccabi Holon      | 3  | 3 | 1 | 0 | 2 | 7  | 9  | -2  |
| 4.   | AEK Kokkinochorion | 0  | 3 | 0 | 0 | 3 | 0  | 37 | -37 |

| 9 agosto 2005  | Breslavia          | 5 - 0  | Arsenal Charkiv    | Breslavia |
| 9 agosto 2005  | Maccabi Holon      | 6 - 0  | AEK Kokkinochorion | Breslavia |
| 11 agosto 2005 | Breslavia          | 11 - 0 | AEK Kokkinochorion | Breslavia |
| 11 agosto 2005 | Arsenal Charkiv    | 8 - 1  | Maccabi Holon      | Breslavia |
| 13 agosto 2005 | Maccabi Holon      | 0 - 1  | Breslavia          | Breslavia |
| 13 agosto 2005 | AEK Kokkinochorion | 0 - 20 | Arsenal Charkiv    | Breslavia |

### Girone 8
| Pos. | Squadra        | Pt | G | V | N | P | GF | GS | DR  |
| ---- | -------------- | -- | - | - | - | - | -- | -- | --- |
| 1.   | Lada Tol'jatti | 9  | 3 | 3 | 0 | 0 | 14 | 0  | +14 |
| 2.   | SFK 2000       | 6  | 3 | 2 | 0 | 1 | 2  | 3  | -1  |
| 3.   | PVFA           | 3  | 3 | 1 | 0 | 2 | 4  | 8  | -4  |
| 4.   | ŽNK Krka       | 0  | 3 | 0 | 0 | 3 | 1  | 10 | -9  |

| 9 agosto 2005  | Lada Tol'jatti | 3 - 0 | SFK 2000       | Sarajevo |
| 9 agosto 2005  | ŽNK Krka       | 1 - 4 | PVFA           | Sarajevo |
| 11 agosto 2005 | Lada Tol'jatti | 6 - 0 | PVFA           | Sarajevo |
| 11 agosto 2005 | SFK 2000       | 1 - 0 | ŽNK Krka       | Sarajevo |
| 13 agosto 2005 | ŽNK Krka       | 0 - 5 | Lada Tol'jatti | Sarajevo |
| 13 agosto 2005 | PVFA           | 0 - 1 | SFK 2000       | Sarajevo |

### Girone 9
| Pos. | Squadra      | Pt | G | V | N | P | GF | GS | DR |
| ---- | ------------ | -- | - | - | - | - | -- | -- | -- |
| 1.   | Alma-KTZh    | 6  | 3 | 2 | 0 | 1 | 10 | 3  | +7 |
| 2.   | NSA Sofia    | 4  | 3 | 1 | 1 | 1 | 4  | 7  | -3 |
| 3.   | AE Aegina    | 4  | 3 | 1 | 1 | 1 | 6  | 7  | -1 |
| 4.   | MTK Budapest | 2  | 3 | 0 | 2 | 1 | 3  | 6  | -3 |

| 9 agosto 2005  | AE Aegina    | 2 - 2 | MTK Budapest | Sofia |
| 9 agosto 2005  | Alma-KTZh    | 5 - 0 | NSA Sofia    | Sofia |
| 11 agosto 2005 | AE Aegina    | 1 - 3 | NSA Sofia    | Sofia |
| 11 agosto 2005 | MTK Budapest | 0 - 3 | Alma-KTZh    | Sofia |
| 13 agosto 2005 | Alma-KTZh    | 2 - 3 | AE Aegina    | Sofia |
| 13 agosto 2005 | NSA Sofia    | 1 - 1 | MTK Budapest | Sofia |

## Seconda fase a gironi
Le partite dei singoli gironi della seconda fase sono state ospitate da una delle quattro squadre, indicata in corsivo.

### Girone 1
| Pos. | Squadra         | Pt | G | V | N | P | GF | GS | DR  |
| ---- | --------------- | -- | - | - | - | - | -- | -- | --- |
| 1.   | Turbine Potsdam | 7  | 3 | 2 | 1 | 0 | 14 | 1  | +13 |
| 2.   | Montpellier     | 7  | 3 | 2 | 1 | 0 | 6  | 1  | +5  |
| 3.   | Saestum         | 3  | 3 | 1 | 0 | 2 | 5  | 7  | -2  |
| 4.   | Neulengbach     | 0  | 3 | 0 | 0 | 3 | 4  | 20 | -16 |

| 13 settembre 2005 | Neulengbach     | 1 - 12 | Turbine Potsdam | Montpellier |
| 13 settembre 2005 | Saestum         | 1 - 2  | Montpellier     | Montpellier |
| 15 settembre 2005 | Turbine Potsdam | 2 - 0  | Saestum         | Montpellier |
| 15 settembre 2005 | Montpellier     | 4 - 0  | Neulengbach     | Montpellier |
| 17 settembre 2005 | Neulengbach     | 3 - 4  | Saestum         | Montpellier |
| 17 settembre 2005 | Turbine Potsdam | 0 - 0  | Montpellier     | Montpellier |

### Girone 2
| Pos. | Squadra           | Pt | G | V | N | P | GF | GS | DR  |
| ---- | ----------------- | -- | - | - | - | - | -- | -- | --- |
| 1.   | Djurgården/Älvsjö | 9  | 3 | 3 | 0 | 0 | 12 | 1  | +11 |
| 2.   | Valur             | 6  | 3 | 2 | 0 | 1 | 12 | 2  | +10 |
| 3.   | Alma-KTZh         | 3  | 3 | 1 | 0 | 2 | 5  | 14 | -9  |
| 4.   | Mašinac           | 0  | 3 | 0 | 0 | 3 | 3  | 15 | -12 |

| 13 settembre 2005 | Mašinac           | 3 - 5 | Alma-KTZh         | Stoccolma |
| 13 settembre 2005 | Djurgården/Älvsjö | 2 - 1 | Valur             | Stoccolma |
| 15 settembre 2005 | Valur             | 3 - 0 | Mašinac           | Stoccolma |
| 15 settembre 2005 | Djurgården/Älvsjö | 3 - 0 | Alma-KTZh         | Stoccolma |
| 17 settembre 2005 | Mašinac           | 0 - 7 | Djurgården/Älvsjö | Stoccolma |
| 17 settembre 2005 | Alma-KTZh         | 0 - 8 | Valur             | Stoccolma |

### Girone 3
| Pos. | Squadra            | Pt | G | V | N | P | GF | GS | DR  |
| ---- | ------------------ | -- | - | - | - | - | -- | -- | --- |
| 1.   | 1. FFC Francoforte | 7  | 3 | 2 | 1 | 0 | 16 | 2  | +14 |
| 2.   | Sparta Praga       | 7  | 3 | 2 | 1 | 0 | 5  | 1  | +4  |
| 3.   | LUwin.ch           | 3  | 3 | 1 | 0 | 2 | 5  | 5  | 0   |
| 4.   | Gömrükçü Baku      | 0  | 3 | 0 | 0 | 3 | 1  | 19 | -18 |

| 13 settembre 2005 | 1. FFC Francoforte | 4 - 0  | LUwin.ch           | Lucerna |
| 13 settembre 2005 | Gömrükçü Baku      | 0 - 3  | Sparta Praga       | Lucerna |
| 15 settembre 2005 | 1. FFC Francoforte | 1 - 1  | Sparta Praga       | Lucerna |
| 15 settembre 2005 | LUwin.ch           | 5 - 0  | Gömrükçü Baku      | Lucerna |
| 17 settembre 2005 | Gömrükçü Baku      | 1 - 11 | 1. FFC Francoforte | Lucerna |
| 17 settembre 2005 | Sparta Praga       | 1 - 0  | LUwin.ch           | Lucerna |

### Girone 4
| Pos. | Squadra        | Pt | G | V | N | P | GF | GS | DR |
| ---- | -------------- | -- | - | - | - | - | -- | -- | -- |
| 1.   | Brøndby        | 9  | 3 | 3 | 0 | 0 | 6  | 1  | +5 |
| 2.   | Arsenal        | 6  | 3 | 2 | 0 | 1 | 4  | 2  | +2 |
| 3.   | Lada Tol'jatti | 1  | 3 | 0 | 1 | 2 | 3  | 6  | -3 |
| 4.   | Breslavia      | 1  | 3 | 0 | 1 | 2 | 5  | 9  | -4 |

| 13 settembre 2005 | Arsenal        | 3 - 1 | Breslavia      | Copenaghen |
| 13 settembre 2005 | Brøndby        | 2 - 0 | Lada Tol'jatti | Copenaghen |
| 15 settembre 2005 | Arsenal        | 1 - 0 | Lada Tol'jatti | Copenaghen |
| 15 settembre 2005 | Breslavia      | 1 - 3 | Brøndby        | Copenaghen |
| 17 settembre 2005 | Brøndby        | 1 - 0 | Arsenal        | Copenaghen |
| 17 settembre 2005 | Lada Tol'jatti | 3 - 3 | Breslavia      | Copenaghen |

## Fase a eliminazione diretta

### Quarti di finale
| Squadra 1    | Totale | Squadra 2          | Andata | Ritorno |
| ------------ | ------ | ------------------ | ------ | ------- |
| Arsenal      | 2 – 4  | 1. FFC Francoforte | 1 – 1  | 1 – 3   |
| Montpellier  | 6 – 1  | Brøndby            | 3 – 0  | 3 – 1   |
| Valur        | 2 – 19 | Turbine Potsdam    | 1 – 8  | 1 – 11  |
| Sparta Praga | 0 – 2  | Djurgården/Älvsjö  | 0 – 2  | 0 – 0   |

#### Andata
| Arbitro: | Sarah Girard-Fautrel |

|               |           |            |
| Sanderson 45’ | Marcatori | 23’ Smisek |

| Arbitro: | Natalia Avdonchenko |

|                            |           |  |
| Lattaf 17’ Thomis 55’, 83’ | Marcatori |  |

| Arbitro: | Gyöngyi Gaál |

|                 |           |                                                                                                  |
| Óðinsdóttir 36’ | Marcatori | 16’ (aut.) Jóhannsdóttir 45’, 59’ Mittag 62’, 84’ Cristiane 65’ Pohlers 83’ Thomas 87’ Wimbersky |

| Arbitro: | Christine Frai |

|  |           |                   |
|  | Marcatori | 54’, 70’ Svensson |

#### Ritorno
| Arbitro: | Eva Oedlund |

|                                             |           |           |
| Lingor 20’ (rig.) Garefrekes 43’ Smisek 54’ | Marcatori | 11’ Grant |

| Arbitro: | Anna De Toni |

|               |           |                                      |
| Jørgensen 62’ | Marcatori | 25’ Lattaf 69’ Thomis 74’ Faisandier |

| Arbitro: | Floarea Cristina Ionescu |

| |           |                  |
| Pohlers 3’, 21’, 67’ Wimbersky 9’, 57’ Omilade 23’ Mittag 36’, 56’ Jóhannsdóttir 46’ (aut.) Cristiane 49’ I. Kerschowski 66’ | Marcatori | 14’ Viðarsdóttir |

| Stoccolma 19 ottobre 2005, ore 19:00 (CET) | Djurgården/Älvsjö  | 0 – 0 [http://en.archive.uefa.com/womencup/season=2006/matches/round=2222/match=81893/index.html referto] | Sparta Praga | Olympiastadion\| Arbitro: \| Ausra Tvarijonaite \| |
| Arbitro:                                   | Ausra Tvarijonaite | |              |                                                    |

### Semifinali
| Squadra 1          | Totale         | Squadra 2         | Andata | Ritorno |
| ------------------ | -------------- | ----------------- | ------ | ------- |
| 1. FFC Francoforte | 3 – 3 (g.f.c.) | Montpellier       | 0 – 1  | 3 – 2   |
| Turbine Potsdam    | 7 – 5          | Djurgården/Älvsjö | 2 – 3  | 5 – 2   |

#### Andata
| Arbitro: | Floarea Cristina Ionescu |

|  |           |               |
|  | Marcatori | 50’ Diguelman |

| Arbitro: | Claudine Brohet |

|                           |           |                                         |
| Cristiane 11’ Pohlers 26’ | Marcatori | 78’ Fagerström 86’ Kalmari 90’ Svensson |

#### Ritorno
| Arbitro: | Gyöngyi Gaál |

|                    |           |                            |
| Diguelman 16’, 84’ | Marcatori | 10’, 49’ Smisek 37’ Lingor |

| Arbitro: | Anna De Toni |

|                         |           |                                                          |
| Svensson 35’ Norlin 56’ | Marcatori | 5’ Podvorica 22’ Zietz 37’ Hingst 56’ Pohlers 87’ Mittag |

### Finale
| Squadra 1       | Totale | Squadra 2          | Andata | Ritorno |
| --------------- | ------ | ------------------ | ------ | ------- |
| Turbine Potsdam | 2 – 7  | 1. FFC Francoforte | 0 – 4  | 2 – 3   |

#### Andata
| 20 maggio 2006 | Turbine Potsdam | 0 - 4                                           | 1. FFC Francoforte | Potsdam, Stadio Karl Liebknecht Spettatori: 4 431 Arbitro: Eva Oedlund |
| 20 maggio 2006 |                 | 6’ Lingor 64’ Albertz 77’ Garefrekes 84’ Lingor |                    | Potsdam, Stadio Karl Liebknecht Spettatori: 4 431 Arbitro: Eva Oedlund |

| |  | Formazioni |
| Nadine Angerer · Inken Becher · Babett Peter · Peggy Kuznik · 60’ Navina Omilade · 83’ Britta Carlson · Jennifer Zietz · Ariane Hingst · Petra Wimbersky · Anja Mittag · Conny Pohlers |  | Ursula Holl · Katrin Kliehm · Nia Künzer · Steffi Jones · Tina Wunderlich 81’ · Renate Lingor · Kerstin Garefrekes · Louise Hansen · Birgit Prinz 90’ · Sandra Albertz 64’ · Sandra Smisek |

|                                        |  | A disposizione                                                |
| 60’ Isabel Kerschowski · 83’ Cristiane |  | Saskia Bartusiak 64’ · Meike Weber 81’ · Patrizia Barucha 90’ |

|                |  | Allenatori            |
| Bernd Schröder |  | Hans Jürgen Tritshoks |

#### Ritorno
| 27 maggio 2006 | 1. FFC Francoforte             | 3 - 2 | Turbine Potsdam        | Francoforte sul Meno, Stadion am Bornheimer Hang Spettatori: 13 200 Arbitro: Dagmar Damková |
| 27 maggio 2006 | 25’ Jones 73’ Lingor 92’ Prinz |       | 8’ Pohlers 36’ Pohlers | Francoforte sul Meno, Stadion am Bornheimer Hang Spettatori: 13 200 Arbitro: Dagmar Damková |

| |  | Formazioni |
| Ursula Holl · Steffi Jones · Tina Wunderlich · Katrin Kliehm · Nia Künzer · Kerstin Garefrekes · Louise Hansen · Renate Lingor · Birgit Prinz · 64’ Sandra Smisek · 87’ Sandra Albertz |  | Nadine Angerer · Ariane Hingst · Babett Peter · Jennifer Zietz · Peggy Kuznik · Navina Omilade 46’ · Britta Carlson · Inken Becher 46’ · Petra Wimbersky · Conny Pohlers · Anja Mittag |

|                                        |  | A disposizione                                                   |
| 64’ Patrizia Barucha · 87’ Meike Weber |  | Cristiane 46’ · Isabel Kerschowski 46’ · Monique Kerschowski 80’ |

|                       |  | Allenatori     |
| Hans Jürgen Tritshoks |  | Bernd Schröder |

## Statistiche

### Classifica marcatrici
| Gol |  |  | Giocatore     | Squadra         |
| --- |  |  | ------------- | --------------- |
| 8   |  |  | Conny Pohlers | Turbine Potsdam |
| 6   |  |  | Anja Mittag   | Turbine Potsdam |
| 5   |  |  | Renate Lingor | Turbine Potsdam |